# World Music Expo
World Music Expo o abreujat Womex és una fira internacional de músiques del món, considerada la fira més important del gènere. S'organitza cada any des de 1994 en una ciutat diferent.
Comptava a l'edició de 2021 amb més de 2.600 professionals acreditats i companyies de 90 països. És un esdeveniment en què participen més de 730 programadors, entre sales i festivals, i unes 500 companyies, entre estudis, editors i distribuïdors, Més de 300 periodistes internacionals s'acrediten per assistir-hi.

## Edicions
- 1994: Berlín
- 1995: Brussel·les
- 1997: Marsella
- 1998: Estocolm
- 1999: Berlín
- 2000: Berlín
- 2001: Rotterdam
- 2002: Essen
- 2003: Sevilla
- 2004: Essen
- 2005: Newcastle
- 2006: Sevilla
- 2007: Sevilla
- 2008: Sevilla
- 2009: Copenhaguen
- 2010: Copenhaguen
- 2011: Copenhaguen
- 2012: Thessaloniki
- 2013: Cardiff
- 2014: Santiago de Compostel·la
- 2015: Budapest[3]
- 2016: Santiago de Compostela
- 2017: Katowice[4]
- 2018: Las Palmas de Gran Canaria
- 2019: Tampere
- 2020: Budapest (edició digital per mor de la pandèmia)
- 2021: Porto[5]
- 2022: Lisboa